# Dubrowka (stacja kolejowa)
Dubrowka (ros. Дубровка) – stacja kolejowa w miejscowości Dubrowka, w rejonie dubrowskim, w obwodzie briańskim, w Rosji. Położona jest na linii Briańsk – Smoleńsk.

## Historia
Stacja powstała w XIX w. na drodze żelaznej orłowsko-witebskiej, pomiędzy stacjami Ołsufjewo i Sieszczinskaja.